# Miary
Miary est une commune urbaine malgache située dans la partie ouest de la région d'Atsimo-Andrefana.

## Curiosités
A l'est de Miary, on peut visiter un arbre (Ficus) sacré, l'Arbre de Miary. On dit qu'il y plus de 1 700 ans.

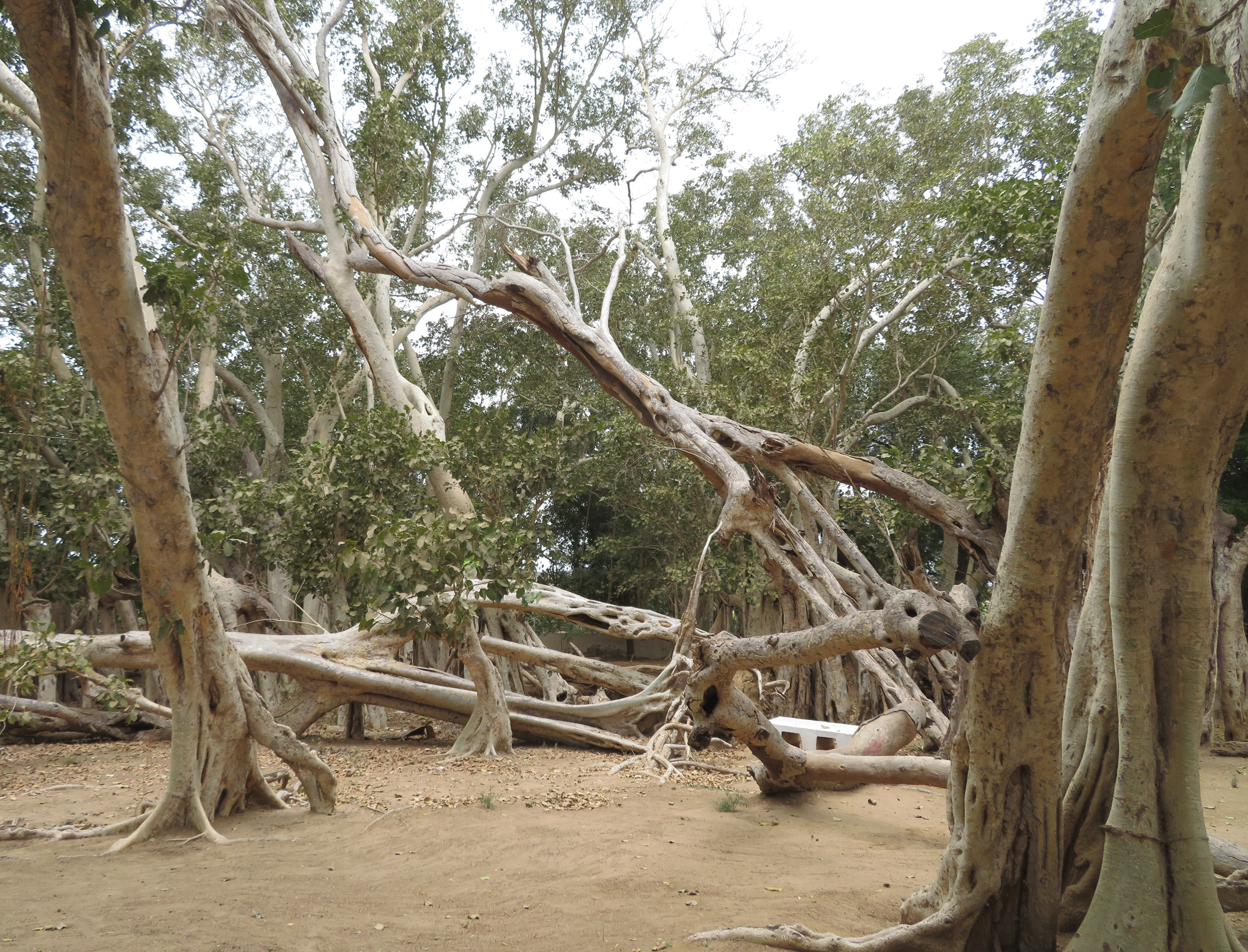
L'arbre de Miary
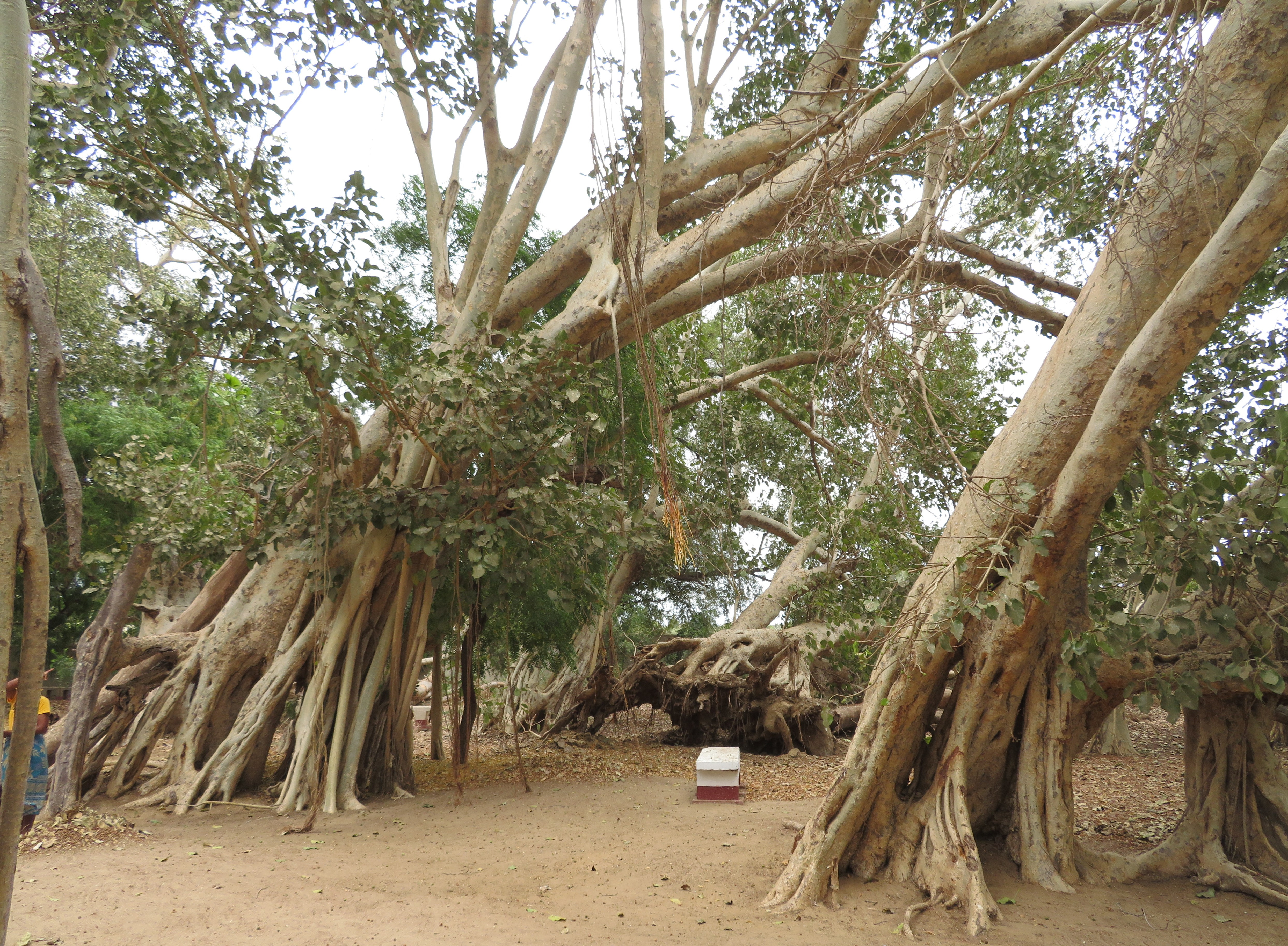
L'arbre de Miary
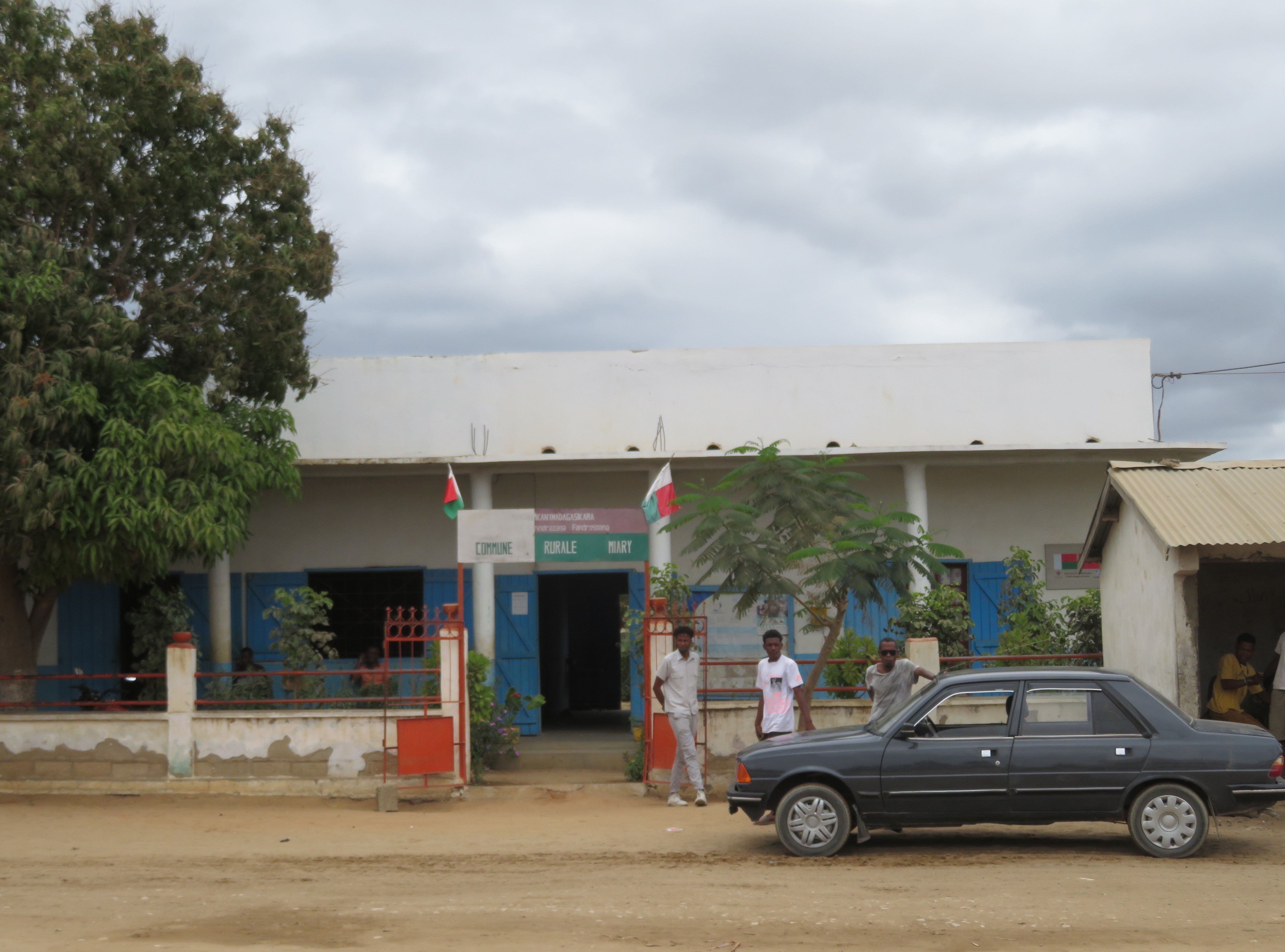
La Mairie
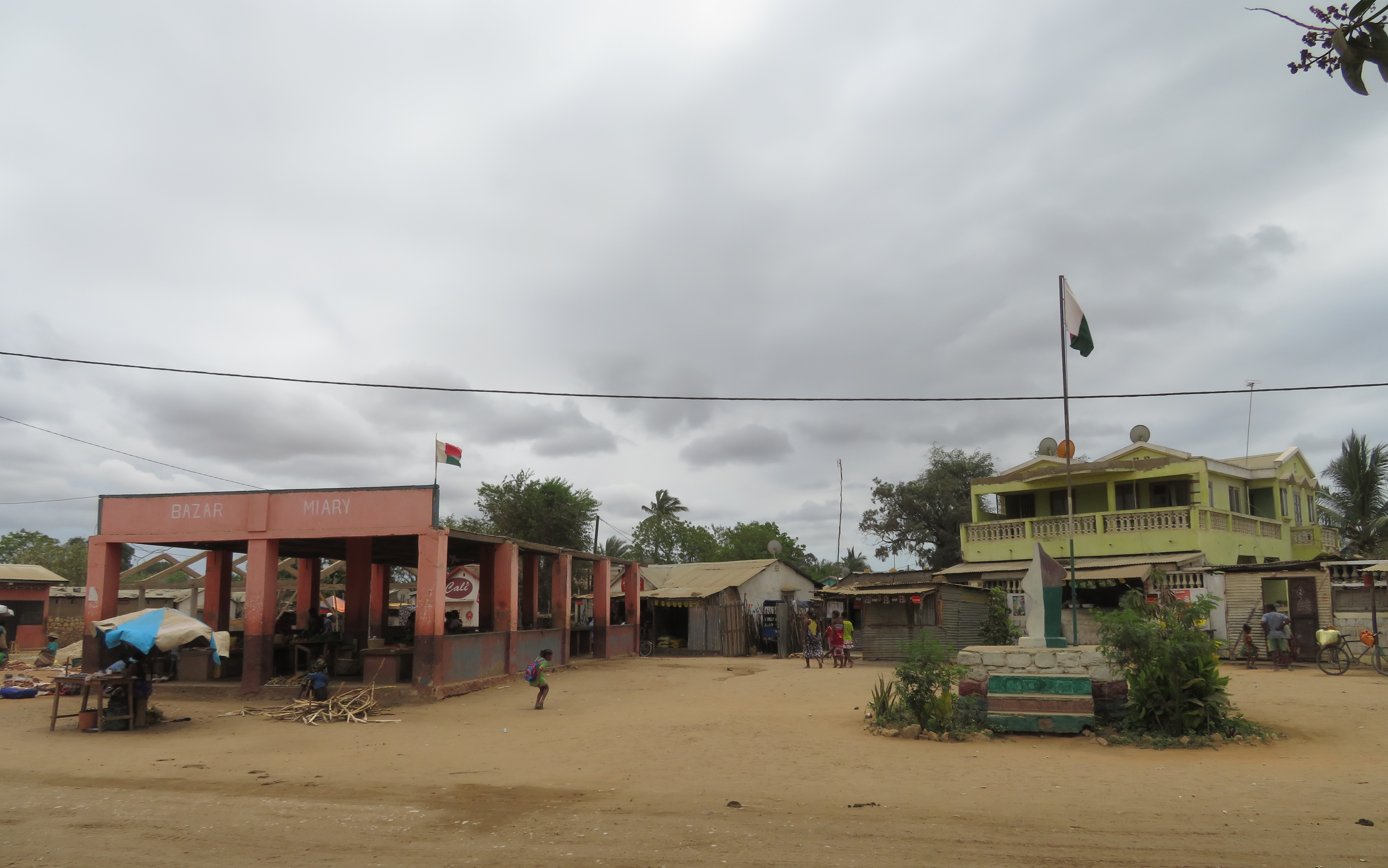
Place du Marché
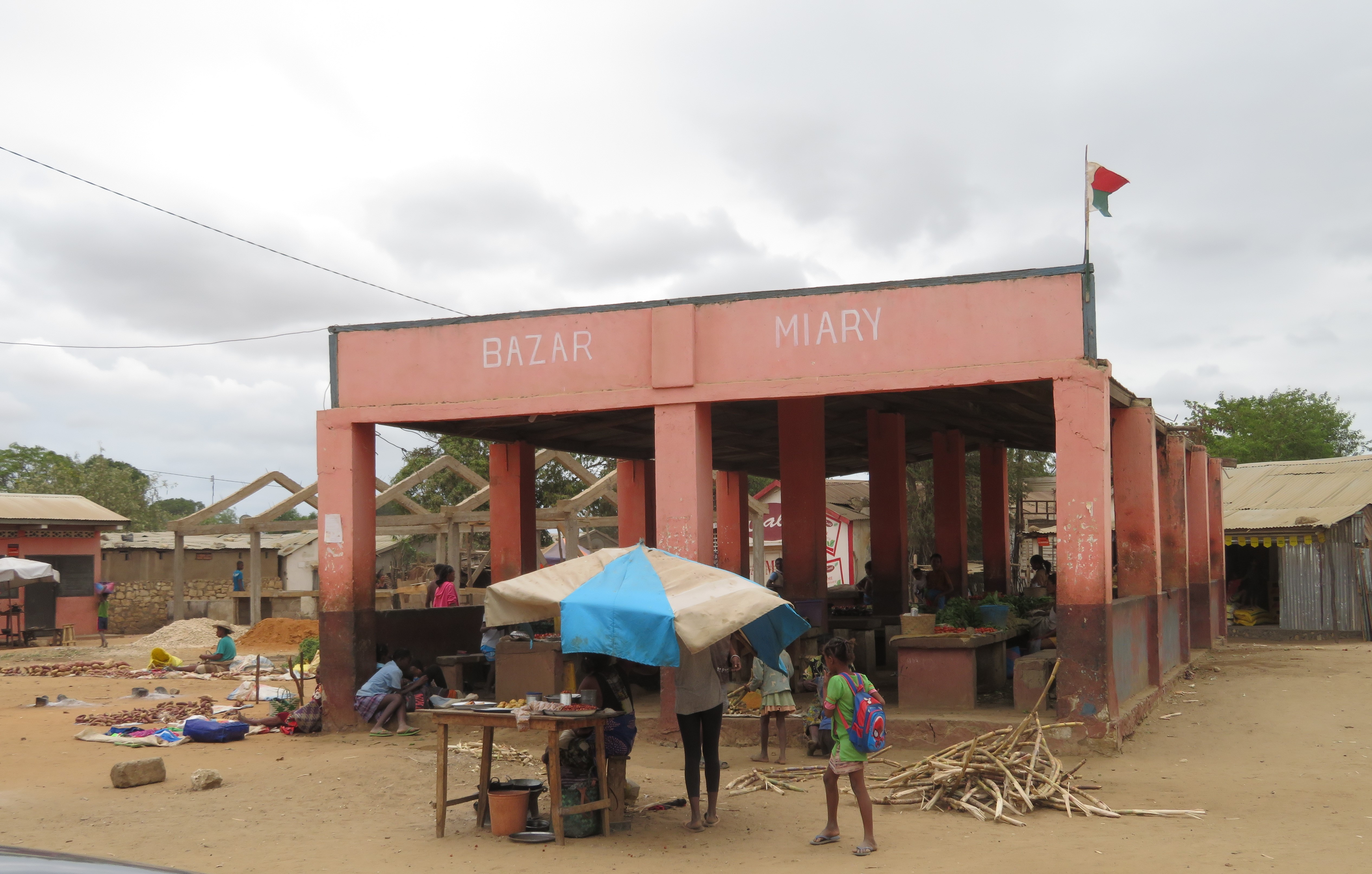
Marché